# Vírgala Mayor
Vírgala Mayor (en euskera Birgaragoien) es un concejo del municipio de Arraya-Maestu, en la provincia de Álava. 

## Localidades
Está formado por la unión de dos localidades:
- Vírgala Mayor (oficialmente Vírgala Mayor/Birgaragoien), que es la capital del concejo.
- Vírgala Menor.

## Demografía
En 2022, tenía empadronados 47 habitantes.
| Gráfica de evolución demográfica de Vírgala Mayor entre 2000 y 2017 |
|                                                                     |
| Población de derecho según los censos de población del INE.         |

## Cultura

### Patrimonio material

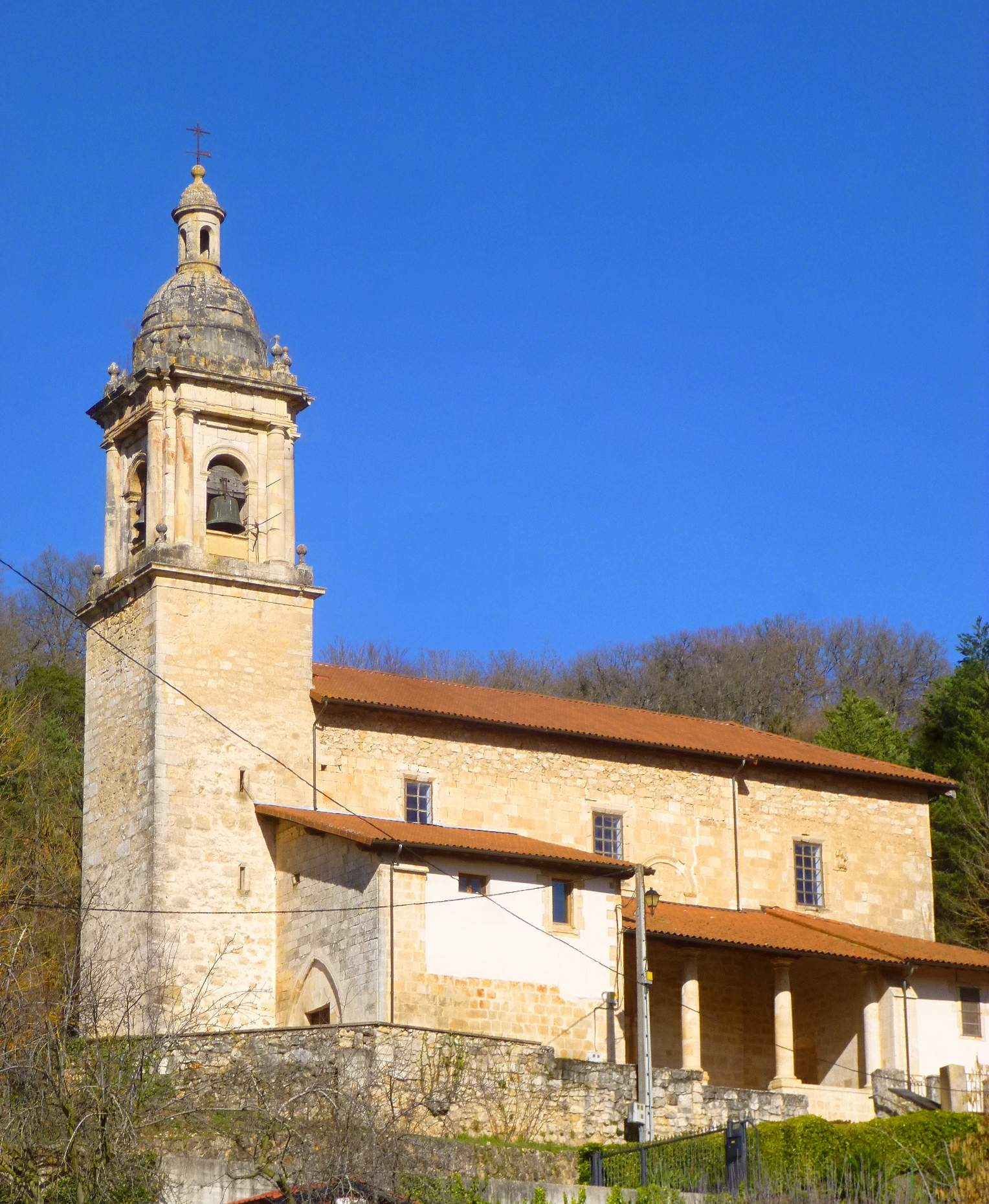
Iglesia de San Andrés (Vírgala Mayor)

- Iglesia de San Andrés (Vírgala Mayor)Parroquia de San Andrés. Combina elementos medievales, renacentistas y barrocos. Su portada del siglo XIII presenta arquivoltas decoradas con motivos vegetales y figuras esculpidas, mientras que el pórtico neoclásico fue modificado a finales del siglo XX. De planta rectangular, tiene bóvedas protogóticas nervadas y conserva restos medievales en su exterior, como un óculo, ventanales y relieves esculpidos. Destaca su retablo mayor barroco churrigueresco (siglo XVIII), con una imagen central de San Andrés y un Calvario en el remate. También sobresalen su torre del siglo XVIII, una pila bautismal medieval recientemente descubierta, y un templete-sagrario renacentista con detalles tardo-góticos del siglo XVI.[3]